# São Cristóvão (Montemor-o-Novo)
São Cristóvão   ist eine portugiesische Gemeinde, Freguesia, im Kreis Montemor-o-Novo, mit einer Fläche von 145,9 km² und 494 Einwohnern (Stand 19. April 2021). Die Einwohnerdichte beträgt 3,4 pro km².
Die Gemeinde lebt von Viehzucht, Landwirtschaft und Olivenanbau.